# Mike Thibault
Michael Francis Thibault (* 28. September 1950 in Saint Paul (Minnesota)) ist ein US-amerikanischer Basketballtrainer.

## Werdegang
Thibault wuchs in Hastings im US-Bundesstaat Minnesota und ab dem sechsten Lebensjahr in Kalifornien auf. Er besuchte als Schüler die Bildungseinrichtung Bellarmine College Preparatory in Santa Clara und studierte hernach an der San José State University sowie an der Santa Clara University. Seine Trainerlaufbahn begann er bereits als Schüler an der Bellarmine College Preparatory. Er war später an der Archbishop Mitty High School in San José als Trainer beschäftigt, gefolgt von Stationen an der Santa Cruz High School, am Cabrillo College und am Saint Martin's College.
Für die NBA-Mannschaft Los Angeles Lakers war er ab 1979 zunächst als Spielersichter und ab 1980 dann als Assistenztrainer tätig. 1980 und 1982 war er am Gewinn des NBA-Meistertitels der Kalifornier beteiligt. Ab 1982 gehörte Thibault vier Jahre dem Trainerstab der Chicago Bulls (ebenfalls NBA) an. Danach war er als hauptverantwortlicher Trainer beschäftigt: Zunächst bei der kanadischen Mannschaft Canada 88's in der World Basketball League (WBL), anschließend acht Jahre Omaha Racers in der Continental Basketball Association (CBA). 1993 führte Thibault Omaha zum Gewinn des CBA-Meistertitels. 1994 wurde man Zweiter. In der CBA wurde er 1993 und in der WBL 1988 als Trainer des Jahres ausgezeichnet.
1997/98 war er als Spielersichter für die Seattle SuperSonics tätig. In diesem Amt arbeitete er ebenso mit George Karl zusammen wie hernach als Assistenztrainer bei den Milwaukee Bucks.
2003 wechselte er in den Damen-Basketball und wurde in der WNBA Cheftrainer von Connecticut Sun. In seiner bis 2012 andauernden Amtszeit wurde Thibault zweimal (2006, 2008) als Trainer des Jahres der WNBA ausgezeichnet. 2004 und 2005 erreichte er mit der Mannschaft die Endspiele um den WNBA-Meistertitel. Im November 2012 wurde er von Connecticut entlassen.
Im Dezember 2012 stellten die Washington Mystics Thibault als Cheftrainer und Manager vor. 2019 wurde er mit Washington WNBA-Meister, nachdem man im Vorjahr noch Zweiter geworden war. Im November 2022 gab er das Traineramt an seinen Sohn Eric ab und war noch bis Oktober 2024 als Manager beschäftigt. Während seiner Trainertätigkeit in der WNBA gewann Thibault insgesamt 379 Hauptrundenspiele und setzte sich mit diesem Wert in der ewigen Bestenliste der Liga an die Spitze.

### Nationaltrainer
Thibault war 1993 während der Qualifikation für die Weltmeisterschaft 1994 sowie während der Panamerikanischen Spiele 1995 (Gewinn der Silbermedaille) Cheftrainer der US-amerikanischen Herrennationalmannschaft. In zwei Amtszeiten (2006 bis 2008 und 2022 bis 2024) war er des Weiteren Assistenztrainer der US-amerikanischen Frauennationalmannschaft und als solcher am Gewinn der Olympischen Goldmedaillen 2008 und 2024 sowie am Gewinn der Weltmeisterschaft 2022 und von WM-Bronze 2006 beteiligt.
Ende Januar 2025 wurde Thibault Cheftrainer der belgischen Frauennationalmannschaft. Er gewann mit Belgien Ende Juni 2025 die Europameisterschaft.